# Anastrepha limae
Anastrepha limae är en tvåvingeart som beskrevs av Stone 1942. Anastrepha limae ingår i släktet Anastrepha och familjen borrflugor. Inga underarter finns listade i Catalogue of Life.